# Kabin United FC
Der Kabin United Football Club (Thai: สโมสรฟุตบอลกบินทร์ ยูไนเต็ด) ist ein thailändischer Fußballverein aus Kabin Buri in der Provinz Prachinburi, der in der Thai League 3 (Eastern Region), der dritthöchsten thailändischen Spielklasse, spielt.

## Geschichte
Der Verein wurde 2013 gegründet. Man startete in der dritten Liga, der Regional League Division 2 in der Central/East-Region. In seiner ersten Saison erreichte der Vereine einen 13. Tabellenplatz. Bis 2015 spielte der Verein in der Central/East-Region. Zur Saison 2016 wechselte man die Region und spielte fortan in der East-Region. Mit Einführung der Ligareform 2017 spielte der Verein in der Thai League 4, Region East. Die erste Saison schoss man mit einem neunten Platz ab.

## Erfolge
- Thai League 3 – East: 2023/24

## Stadion
Der Verein trägt seine Heimspiele im 3000 Zuschauer fassenden Nom Klao Maharaj Stadium (thailändisch สนามกีฬาน้อมเกล้ามหาราช) in Kabinburi aus. 

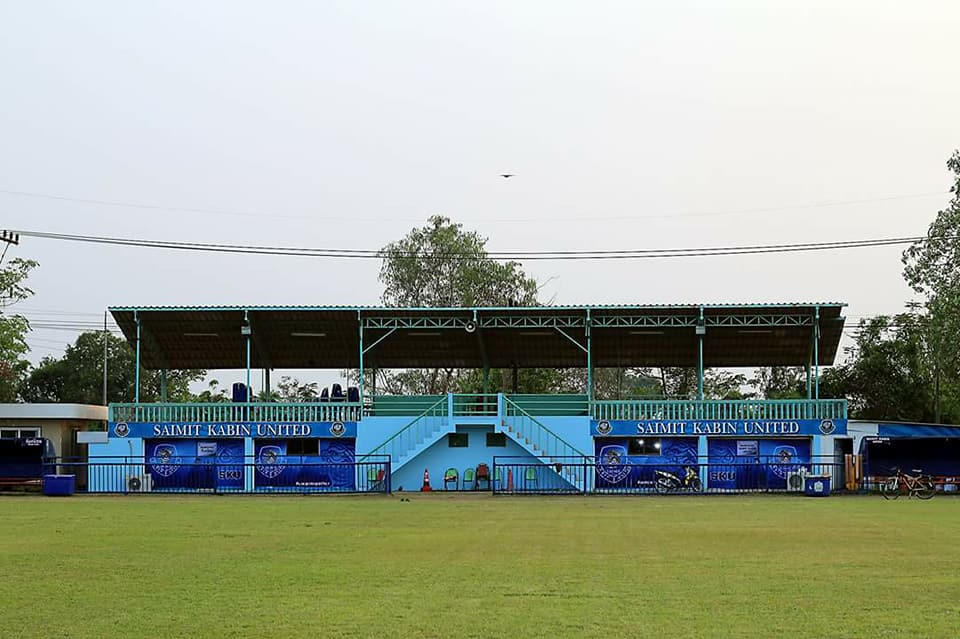
Nom Klao Maharaj Stadium

### Spielstätten seit 2013
| Saison       | Stadion                  | Standort                       | Kapazität | Eigentümer | Koordinaten                       |
| ------------ | ------------------------ | ------------------------------ | --------- | ---------- | --------------------------------- |
| 2013 – heute | Nom-Klao-Maharaj-Stadion | Kabinburi, Provinz Prachinburi | 3000      | N/A        | 13° 59′ 19,9″ N, 101° 43′ 24,8″ O |

## Aktueller Kader
Stand: 1. Februar 2025
| Nr. |           | Position | Name                   |
| --- | --------- | -------- | ---------------------- |
| 5   | Thailand  | AB       | Natthachai Rakkamnoed  |
| 6   | Thailand  | MF       | Surachett Khunnu       |
| 7   | Thailand  | AB       | Suwat Yadee            |
| 9   | Brasilien | ST       | Lucas Prati            |
| 10  | Brasilien | ST       | Moreira                |
| 11  | Thailand  | MF       | Thanat Tangnontanakorn |
| 15  | Thailand  | AB       | Sonkritsana Sirimanon  |
| 16  | Thailand  | MF       | Pakronpat Phasook      |
| 18  | Thailand  | MF       | Chanaphon Tiwari       |
| 19  | Thailand  | AB       | Kittisak Wantawee      |
| 21  | Thailand  | ST       | Noppanai Charoenrung   |
| 27  | Thailand  | ST       | Worrachai Kanthum      |

| Nr. |          | Position | Name                   |
| --- | -------- | -------- | ---------------------- |
| 28  | Thailand | MF       | Watcharapol Saisi      |
| 29  | Thailand | AB       | Thanachot Chomkhunthod |
| 31  | Thailand | MF       | Wasam Mala             |
| 35  | Thailand | AB       | Wathana Chaisawan      |
| 49  | Thailand | TW       | Thanakorn Kanphai      |
| 71  | Nigeria  | ST       | Ademola Sodiq Adeyemi  |
| 77  | Thailand | ST       | Ratthaphak Naew-olo    |
| 79  | Thailand | MF       | Thana Seesutham        |
| 86  | Thailand | MF       | Jettarin Phetborisu    |
| 90  | Thailand | TW       | Anuchid Taweesri       |
| 99  | Thailand | TW       | Sutthiphong Khamnikon  |

## Saisonplatzierung
| Saison  | Liga                                      | Liga  | Liga   | Liga | Liga | Liga | Liga    | Liga   | Liga     | Pokal               | Pokal                  | Pokal         |
| Saison  | Liga                                      | Level | Spiele | S    | U    | N    | Tore    | Punkte | Position | FA Cup              | League Cup             | T3 Cup        |
| ------- | ----------------------------------------- | ----- | ------ | ---- | ---- | ---- | ------- | ------ | -------- | ------------------- | ---------------------- | ------------- |
| 2013    | Regional League Division 2 – Central/East | 3     | 26     | 4    | 2    | 20   | 22:51   | 14     | 13.      |                     |                        |               |
| 2014    | Regional League Division 2 – Central/East | 3     | 26     | 3    | 3    | 20   | 31:61   | 12     | 14.      |                     |                        |               |
| 2015    | Regional League Division 2 – Central/East | 3     | 26     | 8    | 7    | 11   | 39:46   | 31     | 8.       |                     | 1. Runde               |               |
| 2016    | Regional League Division 2 – East         | 3     | 22     | 6    | 5    | 11   | 20:34   | 23     | 11.      |                     | 1. Runde               |               |
| 2017    | Thai League 4 – East                      | 4     | 27     | 7    | 7    | 13   | 25:36   | 28     | 9.       |                     | 1. Qualifikationsrunde |               |
| 2018    | Thai League 4 – East                      | 4     | 27     | 9    | 8    | 10   | 35:35   | 35     | 5.       |                     | 1. Qualifikationsrunde |               |
| 2019    | Thai League 4 – East                      | 4     | 28     | 10   | 10   | 8    | 32:30   | 40     | 4.       |                     | 1. Qualifikationsrunde |               |
| 2020    | Thai League 4 – East                      | 4     | 2      | 2    | 0    | 0    | 3:0     | 6      | 1.       |                     |                        |               |
| 2020/21 | Thai League 3 – East                      | 3     | 17     | 6    | 7    | 4    | 13:17   | 25     | 5.       | Qualifikationsrunde |                        |               |
| 2021/22 | Thai League 3 – East                      | 3     | 22     | 10   | 7    | 5    | 34:27   | 37     | 5.       | Qualifikationsrunde | 2. Qualifikationsrunde |               |
| 2022/23 | Thai League 3 – East                      | 3     | 22     | 10   | 7    | 5    | 28:17   | 37     | 3.       | 3. Runde            | 2. Qualifikationsrunde |               |
| 2023/24 | Thai League 3 – East                      | 3     | 20     | 13   | 4    | 3    | 23:7    | 43     | 1.       | Achtelfinale        | 2. Qualifikationsrunde | 1. Runde      |
| 2024/25 | Thai League 3 – East                      | 3     | 22     | 9    | 7    | 6    | 25:2334 | 344.   | 4.       | Qualifikationsrunde | 1. Qualifikationsrunde | Viertelfinale |

| Abbruch nach dem zweiten Spieltag aufgrund der COVID-19-Pandemie |

## Torschützen seit 2018
| Saison  | Name                                                        | Tore |
| ------- | ----------------------------------------------------------- | ---- |
| 2018    | Amidu Jamal Metee Pungpo                                    | 8    |
| 2019    | Mathee Pungpo                                               | 9    |
| 2020/21 | Thanapat Krongyut                                           | 3    |
| 2021/22 | Fabricio Peris Carneiro                                     | 8    |
| 2022/23 | Victor Clemente de Oliveira Capinan Fabricio Peris Carneiro | 5    |
| 2023/24 |                                                             |      |

## Sponsoren
| Jahr | Ausrüster | Trikotsponsor              |
| ---- | --------- | -------------------------- |
| 2015 | Mawin     | Leo / Muang Thai Insurance |
| 2016 | 90minutes | Saimit                     |
| 2017 | Ego Sport | Saimit Inter Group         |
| 2018 | Sakka     | Saimit Inter Group         |
| 2019 | N/A       | Saimit Inter Group         |
| 2020 |           | Saimit Inter Group         |